# Буньковская волость
Буньковская волость — волость в составе Богородского уезда Московской губернии. Существовала до 1924 года. Центром волости была деревня Буньково.
Под данным 1890 года в деревне Буньково размещались волостное правление и земская школа. Земские школы также были в деревне Следово, селе Успенское и на Христорождественском погосте. В деревне Кузнецы размещались квартира урядника и больница.
В составе волости вошли селения Алексеево, Андроново, Бабенки, Богослово, Большой Двор, Борисово, Буньково, Васютино, Востряково, Гаврилово, Гаврино, Грибанино, Дальнее, Заозерье, Иваньково, Карабаново, Караваево, Кузнецы, Михалево, Носырево, Никольское Заболотье, Панкратово, Рождественский Погост, Следово, Тарасово, Тимково и Успенское-Клюево.
По данным 1919 года в Буньковской волости было 24 сельсовета: Алексеевский, Андроновский, Бабенковский, Богословский, Больше-Дворский, Борисовский, Буньковский, Васютинский, Востриковский, Гавриловский, Гавринский, Грибановский, Дальнинский, Заозерский, Карабановский, Караваевский, Кузнецовский, Михалевский, Носыревский, Панфиловский, Следовский, Тарасовский, Тимковский, Успенский.
В 1923 году Востриковский и Грибановский с/с были присоединены к Заозёрскому с/с, Караваевский — к Богословскому, Михалевский — к Борисовскому, Тарасовский — к Кузнецовскому. Был упразднён Гавринский с/с.
В 1924 году были созданы Грибановский и Гавринский с/с. Заозёрский с/с был присоединён к Андроновскому, Панфиловский — к Успенскому.
21 апреля 1924 года Буньковская волость была упразднена. При этом селения Алексеево, Бабенки, Богослово, Борисово, Буньково, Гаврилово, Грибаново, Дальняя, Карабаново, Караваево, Следово и Тимково были переданы в Пригородную волость, а Андроново, Большой Двор, Васютино, Востряково, Гаврино, Заозерье, Иваньково, Кузнецы, Михалево, Носырево и Тарасово — в Павлово-Посадскую волость .